# Dům U Beránka
Dům U Beránka (též U Zlatého Beránka) je novobarokní dům z let 1906–07, zbudovaný na Velkém náměstí v Hradci Králové na místě staršího hotelu U Zlatého Beránka.

## Historie
Když v roce 1900 přišli do Hradce Králové na pozvání biskupa Edvarda Jana Brynycha jezuité, nebyla jim již vrácena budova jejich bývalé jezuitské koleje (dnešní Nové Adalbertinum), o kterou přišli se zrušením řádu v roce 1773. Byl jim ale vybudován nový dům, a to na místě hotelu U Zlatého Beránka, který byl v roce 1905 kvůli statickým problémům stržen, a sousedící věže Kropáčka, která byla zbourána v roce 1906. Projekt architekta Rudolfa Němce byl schválen starostou Františkem Ulrichem dne 14. května 1906. Investorem byla římskokatolická církev, která již v jižní frontě Velkého náměstí několik dalších objektů vlastnila – jezuité dům pouze spravovali. Stavbu realizovala stavební firma Roberta Schmidta a dokončena byla v roce 1907.

## Architektura
Jedná se o rohový dům, v přední částí čtyřpodlažní a v zadní trojpodlažní, se sedlovou střechou. Průčelí do náměstí je čtyřosé, fasáda do ulice je výrazně delší – čtrnáctiosá. Přízemí je zdobené pásovou rustikou, v patrech je pak fasáda členěna vysokými pilastry s toskánskými hlavicemi. Druhé patro je od třetího odděleno výraznou římsou. Nejnápadnějším prvkem hlavního průčelí je bohatě zdobený barokní štít. Uprostřed štítu je mnohoúhelníkové okno, po stranách dva oválné otvory. V otvorech a po stranách štítu byly původně osazeny kamenné vázy. Na vrcholu štítu je umístěna kruhová aureola s nápisem „Agnus Dei“ a dříve též plastikou beránka. V přízemí se fasáda do náměstí otevírá výkladci, ve vyšších patrech pak jsou okna vsazená v šambránách a s bohatě zdobenými suprafenestrami. 